# I Should Be So Lucky
«I Should Be So Lucky» — первый сингл из дебютного студийного альбома австралийской певицы Кайли Миноуг, выпущенный 29 декабря 1987 года. Песню написало известное продюсерское трио Сток, Эйткен и Уотермен. Видеоклип к синглу записал режиссёр Крис Лангмен в ноябре 1987 года.

## Живые выступления
Кайли выступала с этой песней в следующих концертных турах:
- Disco in Dream/The Hitman Roadshow
- Enjoy Yourself Tour (Extended Mix)
- Rhythm of Love Tour
- Let's Get to It Tour
- Intimate and Live
- On a Night Like This Tour
- KylieFever2002
- Showgirl: The Greatest Hits Tour
- Showgirl: The Homecoming Tour
- KylieX2008
- North American Tour 2009
- Aphrodite World Tour

Также песня была исполнена на телевидении в программе An Audience with... в 2001 году.

## Список композиций
| - 7" Single 1. «I Should Be So Lucky» — 3:24 2. «I Should Be So Lucky» (Instrumental) — 3:24 - 12" Single 1. «I Should Be So Lucky» (Extended Version) — 6:08 2. «I Should Be So Lucky» (Instrumental) — 3:24 - 12" (The Bicentennial Mix) Single 1. «I Should Be So Lucky» (Bicentennial Mix) — 6:12 2. «I Should Be So Lucky» (Instrumental) — 3:24 - North American 12" Single 1. «I Should Be So Lucky» (Original Mix) — 6:00 2. «I Should Be So Lucky» (Dance Remix) — 6:10 3. «I Should Be So Lucky» (Instrumental) — 3:24 | - iTunes digital EP — Remixes (выпущен студией PWL в 2009 году) 1. «I Should Be So Lucky» (extended version) 2. «I Should Be So Lucky» (the bicentennial remix) 3. «I Should Be So Lucky» (7" instrumental) 4. «I Should Be So Lucky» (7" backing track) 5. «I Should Be So Lucky» (12" remix) 6. «I Should Be So Lucky» (12" remix instrumental) 7. «I Should Be So Lucky» (12" remix backing track) - Другие официальные версии 1. «I Should Be So Lucky/Dreams» (Fever2002 Tour Studio Version) |

## Критика
«I Should Be So Lucky» получил положительные отзывы. Ник Левин из Digital Spy назвал сингл «выдающимся». Песня стала лучшей в номинации «Highest Selling Single» (русск. наиболее продаваемый сингл) на третьем ежегодном австралийском конкурсе ARIA Awards.

## Позиция в чартах
В 1987 году Кайли вместе с топ-менеджером Mushroom Records Гари Эшли вылетела в Лондон, чтобы поработать со знаменитыми Стоком, Эйткеном и Уотерменом. Однако продюсеры о Кайли слышали мало и совсем забыли о её приезде. Пока Кайли ждала за дверями студии, они буквально за полчаса написали песню «I Should Be So Lucky». Миноуг записала песню и вернулась в Австралию на съёмки «Соседей». Слова к песне написал Майк Сток. Сток считал, что хотя Миноуг уже была звездой мыльных опер в Австралии и, к тому же, очень талантлива, но всё-таки с ней было что-то не так и что она должна быть несчастлива в любви. Песня стала хитом № 1 в Австралии, Великобритании, Германии, Японии, Швейцарии и Финляндии.
| Максимальная позиция в чарте | Максимальная позиция в чарте | Максимальная позиция в чарте                 | Максимальная позиция в чарте | Максимальная позиция в чарте | Максимальная позиция в чарте | Максимальная позиция в чарте | Максимальная позиция в чарте | Максимальная позиция в чарте | Максимальная позиция в чарте | Максимальная позиция в чарте | Максимальная позиция в чарте | Максимальная позиция в чарте |
| Великобритания               | Соединённые Штаты Америки    | Федеративная Республика Германии (1949—1990) | Швейцария                    | Франция                      | Нидерланды                   | Швеция                       | Норвегия                     | Австралия                    | Новая Зеландия               | Япония                       | Гонконг                      | Австрия                      |
| ---------------------------- | ---------------------------- | -------------------------------------------- | ---------------------------- | ---------------------------- | ---------------------------- | ---------------------------- | ---------------------------- | ---------------------------- | ---------------------------- | ---------------------------- | ---------------------------- | ---------------------------- |
| 1                            | 28                           | 1                                            | 1                            | 4                            | 12                           | 13                           | 5                            | 1                            | 3                            | 1                            | 1                            | 4                            |

## Сертификации
| Регион | Сертификация | Продажи   |
| --- | ------------ | --------- |
| Австралия (ARIA) | Платиновый   | 70 000^   |
| Франция (SNEP) | Серебряный   | 250 000*  |
| Германия (BVMI) | Золотой      | 250 000^  |
| Япония | —            | 30,140    |
| Великобритания (BPI) | Золотой      | 702,850   |
| Итого |              |           |
| Европа | —            | 1,500,000 |
| * Данные о продажах приведены только на основе сертификации. ^ Данные о тиражах приведены только на основе сертификации. |              |           |